# Whitley Bay
Whitley Bay est une station balnéaire située sur la côte nord-est de l'Angleterre.

## Géographie
Historiquement dans le comté de Northumberland, la ville est administrée dans le cadre de l'arrondissement de North Tyneside dans le Tyne and Wear. Whitley Bay a absorbé le village de Monkseaton.